# Guerras entre sueones y gautas
Las guerras entre sueones y gautas hacen referencia a un conflicto bélico semilegendario entre sueones de Sueonia y gautas de Gautlandia en Suecia durante el siglo VI. Las fechas nunca han sido controvertidas, ya que se sustentan cronológicamente en las diversas fuentes históricas y la incursión de Hygelac en Frisia hacia el año 516 y también en restos arqueológicos de los montículos funerarios de los reyes Eadgils y Ohthere. Las guerras son patentes en el poema épico Beowulf. Sin embargo, poca información aparece en las sagas nórdicas. Las guerras entre los siglos XI y XIII entre suecos y gautas, con notable presencia de clanes familiares como la casa de Stenkil y casa de Sverker, se refieren y consideran guerras civiles.

## Primera guerra enBeowulf
El poema menciona que los sueones (suecos) no mantuvieron la paz a la muerte del rey gauta Hreðel, ya que los hijos del rey Ongenþeow (Ohthere y Onela) ya habían crecido y estaban ansiosos por luchar. Los sueones y los gautas compartían fronteras por tierra aunque la mención sobre el mar no es solo licencia poética, a la vista de que viajar entre Gautlandia y al este de Sueonia se solía hacer por vía marítma porque los bosques fronterizos de Tiveden, Tylöskog y Kolmården dificultaban mucho la comunicación.
Los gautas bajo el reinado del nuevo rey Hæþcyn capturaron a la reina sueca, el viejo rey Ongenþeow la rescató en Hrefnesholt, pero ella perdió su oro. Ongenþeow mató a Hæþcyn, y asediaron a los gautas en Hrefnesholt. No obstante, el remanente del ejército gauta fue rescatado por Hygelac, hermano de Hæþcyn, que llegó al día siguiente con refuerzos. Aunque rescataron a la reina, perdieron la batalla, y Ongenþeow y sus guerreros regresaron a su hogar.
No obstante, ese no fue el fin de las hostilidades. Hygelac, ahora nuevo rey de los gautas, atacó a los sueones, y envió a los guerreros Eofor y su hermano Wulf que lucharon juntos contra el rey Ongenþeow, quien tuvo un final sangriento. Por esta batalla, Hygelac recibió el apodo de ejecutor de Ongenþeow.

## Segunda guerra enBeowulf
En Sueonia, con Ongenþeow y Ohthere muertos, Onela se proclama rey de los sueones. Ohthere tenía dos hijos, Eanmund y Eadgils, que buscaron refugio en la corte de Heardred, sucesor de Hygelac y rey de los gautas, situación que desemboca en el ataque de Onela a los gautas. En el campo de batalla, El campeón de Onela, Weohstan mata a Eanmund y al rey Heardred. Beowulf se ve forzado a aceptar la corona de los gautas.
Pero Eadgils sobrevive y con ayuda de Beowulf planea la venganza por la muerte de su hermano, acabando con la muerte de Onela. Este hecho también aparece en fuentes escandinavas como la batalla en el lago helado de Vänern (aunque sin mención a la participación de los gautas).

## Tercera guerra enBeowulf
A la muerte de Beowulf, Wiglaf ocupa el trono de los gautas y predice un nuevo conflicto armado contra los sueones.

## Consecuencias
Según la leyenda y tradición escandinava recopilada en el siglo XIII en la saga Ynglinga, un rey gauta del siglo VII llamado Algaut fue invitado por su yerno, el infame rey Ingjald, a un festín en Gamla Uppsala. Aprovechando la noche, todas los monarcas de las casas reales que acudieron al festejo fueron asesinados. Ingjald extendió sus dominios hasta las tierras de los gautas occidentales de Västergötland, pero los gautas orientales de Östergötland conservaron su independencia. Gautas y otros pueblos escandinavos se sometieron posteriormente al reinado de Ivar Vidfamne.
Sögubrot af nokkrum fornkonungum menciona que tras la muerte de Ivar, el reino se dividió entre Harald Hilditonn y Sigurd Ring. Harald gobernó Dinamarca y Östergötland, mientras que Sigurd gobernó Sueonia y Vestrogotia. Muchas fuentes mencionan a ambos reyes como protagonistas de la fabulosa batalla de Brávellir (hacia 750), con la victoria de Sigurd Ring que dominó todos los reinos suecos, gautas y daneses. A partir de esta batalla en adelante, Gautlandia aparece siempre como parte del reino sueco.
En el siglo XII, la independencia gauta era solo un recuerdo en la obra del cronista Saxo Grammaticus en su Gesta Danorum (libro 13), cuando menciona que los gautas no tenían influencia en la elección del rey, solo los suecos. Tal pérdida de independencia se plasma en Västgötalagen ("leyes de los gautas occidentales") en el siglo XIII, cuando cita que elegir o destronar al rey depende de la voluntad de los suecos, no de los gautas.
En 1442, con la ley de los suecos, noruegos y daneses bajo el reinado de Cristóbal de Baviera, declaró que la unión de gautas en el reino de Suecia tuvo lugar en un lejano tiempo del paganismo.